# Бардела VI (Кјети)
Бардела VI (итал. Bardella VI) је насеље у Италији у округу Кјети, региону Абруцо.
Према процени из 2011. у насељу је живело 30 становника. Насеље се налази на надморској висини од 136 м.